# Черный (ледник)
Черный — ледник в России, расположен на территории Усть-Коксинского района Республики Алтай. Площадь ледника — 5,5 км², длина достигает 5,3 километра. Ширина ледника — до 300—350 метров.
Лежит на южном склоне Катунского хребта, юго-восточнее горы Белуха на высотах 2350-3400 метров над уровнем моря. С севера отделён Катунским хребтом от ледника Мюштуайры, с востока — от Катунских ледников безымянным отрогом. Является истоком речки Россыпной — правого притока Катуни, впадающего в неё в 2,5 километрах ниже языка ледника Геблера. Имеет два правых ледника-притока, начинающихся в высоких карах. Долина ниже конца ледника покрыта моренными отложениями.